# نير لاكس
نير لاكس (بالعبرية: ניר לקס‏) هو لاعب كرة قدم إسرائيلي في مركز الوسط، ولد في 10 أغسطس 1994 في ريشون لتسيون في إسرائيل. شارك مع منتخب إسرائيل تحت 18 سنة لكرة القدم ‏. أما مع النوادي، فقد لعب مع اتحاد أبناء سخنين ونادي بترولول بلويشتي وهابوعيل تل أبيب.

## وصلات خارجية
- نير لاكس على موقع قاعدة بيانات كرة القدم.إي يو (الإنجليزية)
- نير لاكس على موقع Soccerway.com (الإنجليزية)
- نير لاكس على موقع AS.com (الإسبانية)